# Arnold Köster

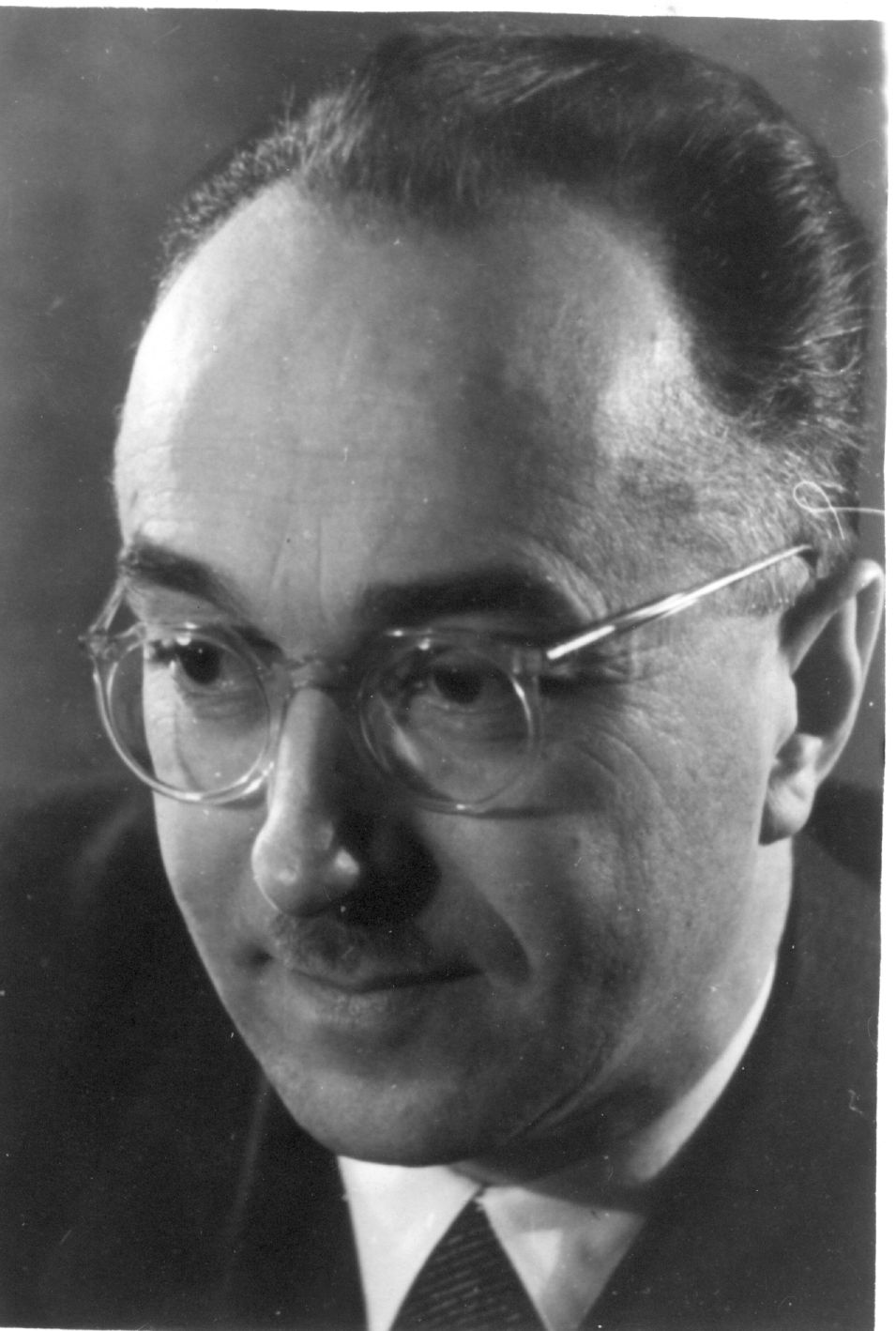
Arnold Köster (ca. 1940, Archiv der Baptistengemeinde Wien-Mollardgasse)

Arnold Köster (* 3. Februar 1896 in Wiedenest im Bergischen Land; † 28. Oktober 1960 in Wien) war ein deutscher baptistischer Prediger, der den Nationalsozialismus öffentlich kritisierte und damit zum christlich geprägten Widerstand gegen diesen gehört.
Kösters Stellungnahmen zum Nationalsozialismus lassen sich seit 1930 in Artikeln in baptistischen Zeitschriften sowie in ungefähr 500 während Österreichs NS-Zeit gehaltenen Predigten nachvollziehen. Seine Bedenken sind also bereits für die Zeit vor der Machtübergabe an Adolf Hitler 1933 nachweisbar, und sie wurden auch noch nach dem Anschluss Österreichs 1938 öffentlich geäußert, als Kösters Wirkungsort Wien bereits zum nationalsozialistischen Machtbereich gehörte.

## Jugendzeit, Ausbildung und Heirat
Arnold Kösters Eltern waren Ludwig Heinrich Köster (1865–1950) und Emilie, geborene Werkshage (1867–1937). 1910 ließ sich Arnold in Bielefeld von seinem Vater taufen, der als Baptistenprediger wirkte. Nach der Schule absolvierte er eine kaufmännische Lehre. 1914 predigte er erstmals in einer Zweiggemeinde. Im Ersten Weltkrieg wurde er zum Wehrdienst eingezogen. In dieser Zeit fand nach Aussage eines Nachrufs „seine entscheidende Begegnung mit der Bibel statt, die er immer wieder las als die einzige Lektüre seines Soldatenlebens“.
Nach Ende des Krieges erhielt er von 1919 bis 1923 am baptistischen Theologischen Seminar in Hamburg seine Ausbildung zum Prediger.
Für dieses Seminar war Abitur keine Voraussetzung. Der Unterricht war theologisch konservativ – eines der Lehrbücher war Adolf Schlatters Die christliche Ethik –, zeigte aber einige Weltoffenheit. So wurde auch Philosophiegeschichte und deutsche Literaturgeschichte unterrichtet. Es gab intensiven Griechischunterricht; daneben wurde Englisch unterrichtet, nicht aber Hebräisch. Insgesamt lässt sich das Niveau dieses vierjährigen Seminars ungefähr mit einer Fachhochschule vergleichen.
Köster benutzte vorwiegend Luthers Bibelübersetzung, bezog sich aber wiederholt auch auf Schlatters Übersetzung des Neuen Testaments (1931). Er sympathisierte mit der deutschen Erweckungsbewegung des 19. Jahrhunderts und beschäftigte sich mit Otto Stockmayer, der – um 1900 – Bücher über den Heiligen Geist veröffentlichte. Außerdem setzte er sich mit Karl Barth auseinander. Englische Literatur scheint er kaum gelesen zu haben. Die Philosophen Kierkegaard, Nietzsche und Spengler kommen mehrfach in Kösters Predigten vor.
Bei der Abschlussfeier hielt er einen Vortrag zum Thema Antichrist, ein Thema, das später in seiner Verkündigung wiederholt auftauchte.
Am 12. Juli 1923 heiratete Köster Maria Hornburg (1900–1970). Das Paar bekam in den Jahren 1924–1932 drei Töchter und drei Söhne.
Nach der Seminarzeit war Köster ein Jahr lang Prediger der Gemeinde Wilhelmsburg. Vom Mitgliederwachstum her gesehen war sein Wirken ein Höhepunkt für diese Gemeinde. Von 1924 bis 1929 war er Prediger in der Kölner Baptistengemeinde, in der „Friedenskapelle“.

## Seit 1929 als Prediger in Wien

Anfang und Schluss des von Köster geschriebenen Protokolls der „Allianz-Zusammenkunft“ am 5. März 1934; als Protokollbuch wurde ein Kassabuch verwendet (Archiv der Baptistengemeinde Wien-Mollardgasse)

Aus Köln berief ihn die Wiener Baptisten-Gemeinde in der Mollardgasse 35, damals die einzige selbständige Baptistengemeinde Österreichs. Hier wirkte er 31 Jahre lang als Prediger bis zu seinem Tod. Eine so lange Dauer am selben Dienstort ist bei Baptistenpastoren selten.
Köster engagierte sich in der Evangelischen Allianz in Wien, in der Vertreter von Freikirchen, freien Werken (wie z. B. der Bibelgesellschaft) und einzelne evangelische Pfarrer sowie mehrere Diakonissen regelmäßig zusammentrafen. Während einiger Jahre war Köster Schriftführer; mehrere von ihm geschriebene Sitzungsprotokolle sind erhalten.
1937 brachte die Wiener Zeitung eine Serie von Artikeln über Sekten in Wien. Der Begriff „Sekte“ wurde damals noch sehr weit gefasst. Der Autor Felix Hilke, ein Katholik, besuchte auch die Wiener Baptistengemeinde und hob Kösters hohe Bildung hervor, die der eines katholischen oder protestantischen Geistlichen in nichts nachstehe: „Trotzdem seine Ausdrucksweise nicht ausgesprochen volkstümlich ist, versteht er es, einfache und zu Herzen gehende Worte zu finden.“

## NS-Kritik vor 1938
Köster kam bald zu der Einschätzung, dass „Heil“ und „Hitler“ Gegensätze waren. Wenn Politiker versprachen, aus eigener Kraft eine neue, bessere Welt zu schaffen, befürchtete er Unheil. Die folgenden, chronologisch angeordneten Beispiele veranschaulichen seine Kritik am Nationalsozialismus in der Zeit vor dem Anschluss Österreichs. Köster äußerte sich in Artikeln in baptistischen Zeitschriften, die im Deutschen Reich gedruckt wurden (Wahrheitszeuge, Hilfsbote). Der 1930 beginnende, von Köster mitherausgegebene Täufer-Bote wurde in Wien und später in Bukarest gedruckt, hatte aber auch Leser in Deutschland. Die Redaktionen hatten also insbesondere ab 1933 den Nationalsozialismus als Machtfaktor mitzubedenken.
Köster sah 1931 die Heilsversprechen der Nationalsozialisten als Konkurrenz:

„O, selige Stunde, wenn aller Glaube an die Reiche dieser Welt zerbrochen ist, wenn der Glaube an ‚das dritte Reich‘ als Irrglaube sich enthüllt hat und das betrogene Menschenherz zum Glauben frei geworden ist an das Reich Gottes, an das Königtum Jesu!“

Köster war bereits 1932 in der Endphase der Weimarer Republik ein dezidierter Kritiker des Nationalsozialismus, von denen es laut Andrea Strübind im freikirchlichen Umfeld nur sehr wenige gab. In einer Auslegung über eine prophetische Rede Jesu stellte Köster das Heil-Rufen in Frage: „Darum geht es in diesen Gerichtszeiten für das deutsche Volk und für alle Völker, … vorüberstürmt in verwegenem Trotz und entsetzlicher Selbstvermessenheit heute der Nationalsozialismus, von dem die breiten Massen berauscht und hypnotisiert heute das Heil erwarten. ‚Heil! Heil! – Und ist doch kein Heil!‘“ Hier zitiert Köster den alttestamentlichen Propheten Jeremia (Jer 8,11 ). In Kösters Kritik an der „Selbstvermessenheit“ wird ein wesentliches Merkmal seiner Kritik sichtbar.
Ebenfalls 1932 erschien Kösters Artikel über Hakenkreuz und Sowjetstern. Malzeichen des Antichristus!? Dieser Artikel wird auch in der Gesamtdarstellung der Geschichte der deutschen Baptisten von Günter Balders erwähnt. Köster bezeichnete beide Symbole als „antichristlich“: Das Hakenkreuz, dem das Sonnenrad zugrunde liege, symbolisiere „Selbsterlösung, Höherentwicklung aus eigener Kraft, Selbstvollendung […] der sprechende Ausdruck für den Glauben des Menschen an sich selbst“. Insofern widerspreche es dem Gedanken, dass alle Menschen der Erlösung durch Jesus Christus bedürften. Den Sowjetstern führte Köster auf das Pentagramm zurück, in dem sich „der Glaube an den göttlichen Menschen“ ausdrücke, an seine Fähigkeit, „aus eig’ner Kraft heraus“ „diese Erde zum Paradies“ zu gestalten. Ausgehend von der Offenbarung des Johannes (Offb 13 ) schloss Köster, „daß das Symbol des Antichristus das Zeichen des Menschen ist, d. h. jenes Zeichen, in dem der Mensch an sich selbst glaubt und sich selbst verkündigt als – Gott.“ Somit hält er beide Zeichen für gegengöttlich und antichristlich. In diesem Artikel Kösters sieht Strübind eine „eindeutige Entlarvung der Ideologie des Nationalsozialismus“.
Manchmal beschrieb Köster seine Aufgabe als Prediger; einmal hob er die Wichtigkeit hervor, sich zurückzuziehen, um besser auf Gott hören zu können. Im Jahr 1933 schrieb er, ein Prediger müsse den Mut aufbringen, „auch einmal einen ganzen Tag hinter seiner Bibel zu sitzen mitten im Hochbetrieb des Gemeindelebens“, sonst werde sein Wirken unfruchtbar. Da Köster das Predigen als prophetische Aufgabe verstand, sind solche Hinweise aufschlussreich. Einen Artikel aus dem Täufer-Boten vom Mai 1933 über die nationale Revolution in Deutschland schreibt Andrea Strübind irrtümlich Köster zu. Der Autor Johannes Fleischer war gegenüber dem Nationalsozialismus ebenfalls kritisch eingestellt. Er präsentierte oft konkrete politische Diagnosen, während Köster sich eher auf Grundsätzliches konzentrierte.
Köster sprach sich in einem 1934 veröffentlichten Artikel zum Thema gegen die Betonung der Rassen-Unterschiede aus: „Der Heilige Geist zeigt uns im Menschen den Bruder … Was bedeuten ihm soziale und rassische Unterschiede! ‚Sie sind allzumal Einer in Christo.‘“ (Gal 3,28 )
Damit stellte sich Köster in Gegensatz zu einem wesentlichen nationalsozialistischen Kennzeichen, nämlich der Betonung von Rassismus und Antisemitismus.

## NS-Kritik ab 1938

### Anschluss Österreichs 1938
Im März 1938 erzwangen die Nationalsozialisten den Anschluss Österreichs an das Deutsche Reich. Dies fand breite Zustimmung bei den österreichischen Kirchenleitungen. Bei den Protestanten trug zu dieser Zustimmung ihre Benachteiligung bei, die sie zuvor während der Schuschnigg-Ära erlebt hatten. Auch Köster äußerte sich erleichtert, weil er bis dahin aufgrund der inneren politischen Konflikte Österreichs den Ausbruch eines Bürgerkrieges befürchtet hatte. In einem Artikel vom April 1938 erwähnt er zudem, dass ihm in Gesprächen mit vielen Österreichern wiederholt „das große Heimweh nach Deutschland“ begegnet war. Der Anschluss erschien ihm daher als die Erfüllung eines Wunsches der überwiegenden Mehrheit der Österreicher. Köster blickt weit in die Geschichte Österreichs zurück und erwähnt den katholisierenden Gewissensdruck, wie er an der Verfolgung und Vertreibung von Täufern sowie Salzburger Protestanten zum Ausdruck kam, und die Spätfolgen für die österreichische Bevölkerung: 

„Die Besten gingen außer Landes, die Schwächlinge blieben mit gebrochenem Rückgrat. Und dann wunderte sich die Welt über den österreichischen Menschen und seine Charakterschwäche!“

Seit März 1938 lebte Köster innerhalb des nationalsozialistischen Machtbereichs. Das bedeutete für ihn als NS-Kritiker eine zusätzliche Gefährdung. Ungefähr mit diesem Zeitpunkt ändert sich aber auch die Quellenlage: Es gibt nun kaum noch Zeitschriftenartikel von ihm, aber allmählich beginnen die Predigt-Nachschriften. Gertrud Hoffmann, ein Gemeindeglied, stenographierte seine Predigten mit und übertrug sie anschließend mittels Schreibmaschine. Diese Typoskripte bzw. deren Durchschläge werden im Archiv dieser Baptistengemeinde aufbewahrt. Seit 1938 sind einzelne Skripte erhalten, seit Herbst 1940 ziemlich regelmäßig. Ab 1943 wurden Matrizen-Abzüge hergestellt, wodurch Kösters Predigten in größerer Zahl verbreitet werden konnten. An Sonntagen hörten ihm ungefähr 300 Menschen zu. Es gab zwei Gottesdienste an jedem Sonntag: Vormittags um 10 Uhr sowie am Spätnachmittag um 17 Uhr, mit zwei verschiedenen Predigten. Außerdem gab es jeden Donnerstagabend einen Vortrag. Der Redner war fast immer Köster selbst. Das ergibt also bis zu drei Köster-Texte pro Woche. Er sprach bei einer Predigt etwa eine Dreiviertelstunde lang, bei einem Vortrag eine ganze Stunde. Insgesamt sind aus der Kriegszeit etwa 500 Predigten und Vorträge Kösters im genauen Wortlaut erhalten – das ist eine sonst kaum erreichte Überlieferungsdichte.

### Zu Kriegsbeginn 1939
Am Sonntag, dem 3. September 1939, zwei Tage nach Beginn des Zweiten Weltkrieges, legte Köster seiner Gemeinde drei Anliegen ans Herz: Erstens brauchten die als Soldaten an den Fronten stehenden Christen Fürbitte, „dass sie stets das Bewußtsein der Verantwortung Jesu gegenüber … bewahren“. Sodann sollte „an all die vielen“ gedacht werden, „in deren Hütten und Herzen jetzt namenloses Leid einkehrt, die nächste Angehörige haben hergeben müssen, die mitten in Kriegswirren drinnenstehen“. Köster beschränkt sein hier geäußertes Mitleiden nicht auf ein bestimmtes Volk, etwa auf das deutsche. Auffällig ist, dass sein Hinweis auf das mit Krieg verbundene Leid bereits 1939 erfolgt und nicht – wie bei anderen Predigern – erst in den letzten Kriegsjahren, als das Kriegsleid durch gefallene Angehörige sowie durch alliierte Bombenangriffe auch für die eigene Bevölkerung stark spürbar wurde.
Drittens ging es ihm darum,

„daß die Gemeinde Jesu Christi wach bleibe für die Wiederkunft Jesu Christi. Wenn der Sieges-Enthusiasmus über die Völker kommt, möge sie sich nicht an die irdischen Ziele verlieren, und in allem Geschichts-Erleben, wo Völker wild streben nach der Erfüllung langgehegter Träume und Erwartungen, nicht vergessen, daß Gott durch alle Geschichte der Welt hindurch seine Geschichte weitermacht.“

Köster distanzierte sich von allen militärischen Siegeshoffnungen. Auch dafür zu beten lag ihm fern.

### Kennzeichen des Antichristen (1941)
Köster ließ sich nicht von der verbreiteten Begeisterung mitreißen, weder 1933 nach der sogenannten „nationalen Erhebung“ noch während der ersten Kriegserfolge 1939–1941. Einige Wochen nach dem Beginn der Kennzeichnungspflicht für Juden durch Tragen des Judensterns sprach er in einem Vortrag am 9. Oktober 1941 über den Antichristen. Köster legte Bibelabschnitte aus Offenbarung 13 sowie Daniel 11 zugrunde. Er sagte nicht ausdrücklich, an wen er dabei dachte, aber seine Charakterisierung des Antichristen passt deutlich auf Hitler:
Der Antichrist habe erstens keine vornehme Abstammung und bleibe lange Zeit unbeachtet, zweitens sei er wortgewaltig: „Er ist … ein Weltfürst, der das Wort [so] meistert, daß dieses Wort die Menschen immer wieder hineinbringt in einen Rausch, so daß sie immer wieder aufs Neue glauben.“ Drittens stelle er Heere auf, „die sich wie eine Flut über andere Nationen ergießen können“, er führe einen Kampf gegen die Juden, und er werde „ein Christentum haben und öffentlich proklamieren“. Zu dem nächsten, dem vierten Kennzeichen passe, dass Hitler bis zu diesem Zeitpunkt politisch und militärisch sehr erfolgreich war: „Er wird tun, was er will … d. h. er nimmt sich etwas vor und es geschieht. Es gelingt alles, was er sich vornimmt. Weil er von unten inspiriert ist, wandelt er an Abgründen mit nachtwandlerischer Sicherheit.“
Da Hitlers intimes Verhältnis mit Eva Braun geheim gehalten wurde, meinte Köster fünftens: „Er kennt keine Frauenliebe. Er kennt nicht das Geheimnis innigster Gemeinschaft, darum ist er auch für alle andern Gemeinschaften gar nicht fähig.“ Ein sechstes Kennzeichen sei das radikale Umgestalten: „Ob es die Völker sind, die Nationen, ob es das Recht ist, die Wirtschaft, das Denken, er wird sich gegen alles aufwerfen, um alles neu zu machen.“ Und siebtens bete er „vor dem Gott der Festungen“ an.

Beginn des Typoskripts eines Vortrags von Köster zum Thema „Volk ohne Gott“, gehalten am 16. Oktober 1941 (Archiv der Baptistengemeinde Wien-Mollardgasse)

Eine Woche später, am 16. Oktober 1941, hielt Köster einen Vortrag mit dem Titel Volk ohne Gott, worin er das deutsche Volk warnt: „Wenn wir als deutsches Volk [...] auf dem Wege dieser Weltanschauung, die jetzt Norm geworden ist, weitergehen, ist das unausweichliche Schicksal für unser deutsches Volk das Geschick Rußlands!“
Am 8. Dezember 1941 sprach Köster im Rahmen der Wiener Allianz über die Botschaft Obadjas an die Gemeinde heute.
Dabei hörte ihn erstmals auch die evangelisch-reformierte Schriftstellerin Hermine Cloeter und hielt ihren Eindruck in ihrem Tagebuch fest: 

„Ein Herr Köster, ein feiner philosophischer Kopf, sprach über den Propheten des alten Bundes Obadja höchst bedeutungsvoll und tiefsinnig. … Er wies dabei auf das Typische in ihren Äußerungen hin; nicht nur an das Israelit[ische] Volk von damals in seiner besonderen Lage rede hier Gott durch die Propheten, sondern zu jedem Volk in gleicher Lage. … Und die Parallele zu uns ist leicht zu ziehen.“

Durch dieses Tagebuch ergeben sich Einblicke in die Rezeption von Kösters Reden bei seinen Zeitgenossen.

### Offene Konfrontation 1943
Kurz nach der deutschen Niederlage in der Schlacht von Stalingrad und der Sportpalastrede von Joseph Goebbels hielt Köster am 4. März 1943 einen Vortrag zum Thema Jesus von Nazareth, Menschensohn und Gottessohn. Darin wich Köster von seiner bisherigen Behutsamkeit beim Umschreiben seiner NS-Kritik ab und forderte offen dazu auf, sich von der nationalsozialistischen Ideologie abzuwenden:

„Man kann von einem Nationalsozialisten, der diese Weltanschauung getrunken hat, und der den ganzen Gedankenkomplex, der von bestimmten Büchern herkommt, in sich aufgenommen hat – von dem kann man nicht erwarten, daß er Jesus von Nazareth als den Gottessohn erkennt! Dazu ist er nicht fähig, es sei denn, er lasse sich diese ganze Gedankenwelt zerschlagen – dann ist sein Gewissen frei, Jesus zu schauen.“

Eine derart deutliche Ausdrucksweise ist innerhalb von Kösters Predigten ungewöhnlich. Meistens vermied er das ausdrückliche Nennen des Begriffes „Nationalsozialismus“. Dieser Vortrag könnte Folgen gehabt haben, denn zwei Monate danach deutet Köster die Möglichkeit seiner Verhaftung an (siehe unten Gestapo-Verhöre).
Am 5. April 1943 hielt Köster einen Vortrag über Das christliche Weltbild und stellte dieses der „Weltanschauung“ gegenüber, womit der Nationalsozialismus gemeint war.

### Rückblick 1945
Am 8. Februar 1945 hielt Köster einen Vortrag über die Stunde der Versuchung (Offb 3,10 ). Köster blickte zurück:

„Ich schaue ungefähr 20 Jahre auf den antichristlichen Geist zurück und muß es dem lieben Heiland zugestehen, daß er sein Wort gehalten hat! … Und als einmal ein Pfarrer in der Evangelischen Allianz aufstand und sagte: ‚Wir haben alle geschwärmt‘, bin ich aufgestanden und habe gesagt: ‚Das verbitte ich mir! Ich habe nicht geschwärmt!‘ … Ich hätte nur gewünscht, ich hätte lauter geredet und mehr gewarnt vor dem Gift!“

Der Krieg war damals noch im Gange, dennoch wurde bereits so gesprochen, als ob die Macht der Nationalsozialisten bereits der Vergangenheit angehöre.

## Theologische Charakterisierung von Kösters NS-Kritik
Im Rahmen des deutschen Baptismus war Köster in der NS-Zeit eine Ausnahmegestalt, wie in der Untersuchung von Andrea Strübind deutlich wird.

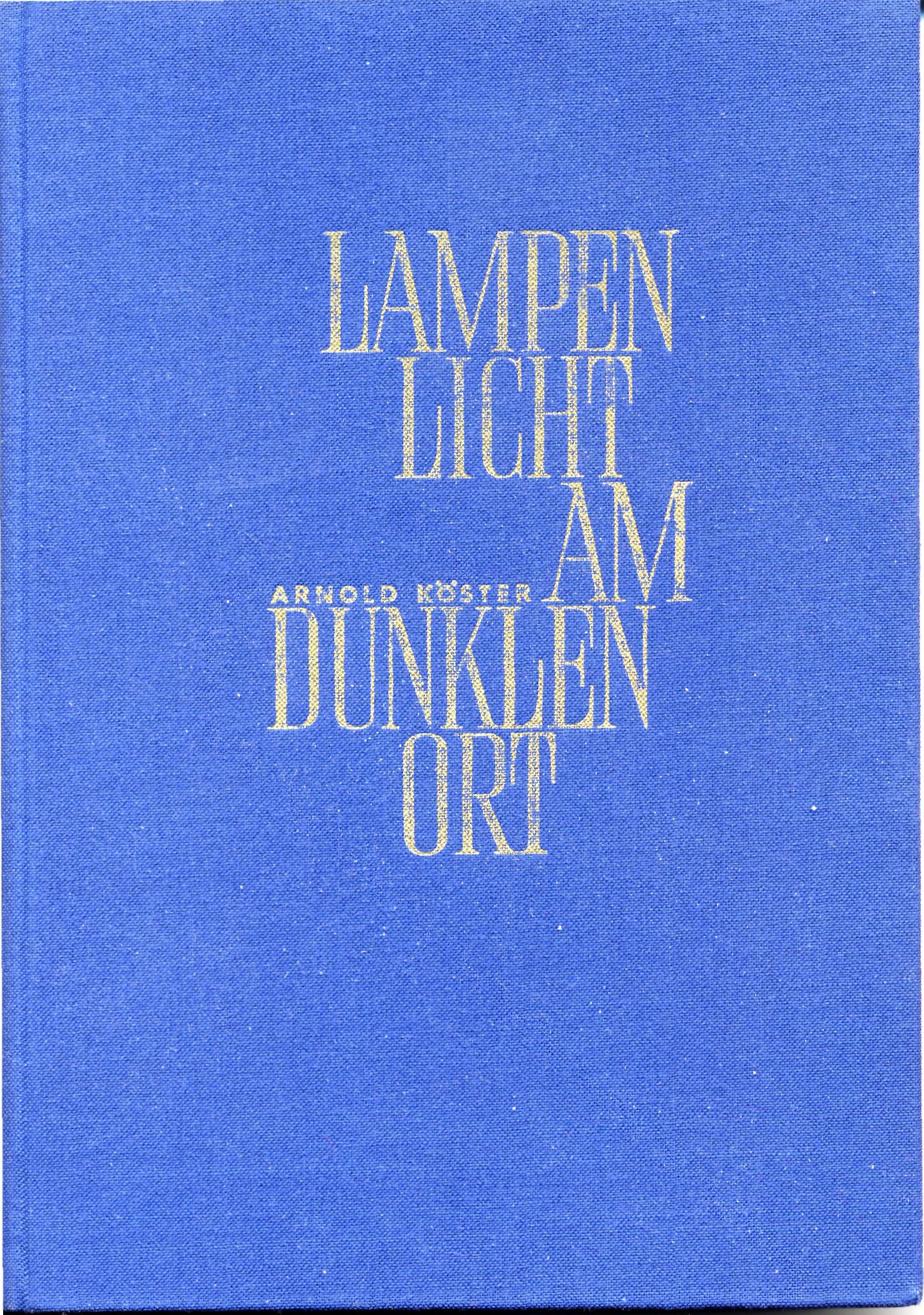
Buchcover einer Auswahl von Kösters Predigten (1965)

Beim Versuch, Kösters NS-Kritik zu charakterisieren, werden theologische Grundlinien in seinen Predigten herausgearbeitet. Strübind hält Kösters „Distanzierung von der aufkommenden nationalsozialistischen Bewegung“ für theologisch motiviert. Dabei sieht sie „in seiner Verkündigung die für den Baptismus damaliger Provenienz durchaus typische apokalyptische Geschichtsdeutung“. Diese Deutung war „eine Möglichkeit, der NS-Ideologie resistent gegenüber zu stehen“, und dafür sei Köster ein gutes Beispiel. Als „ein entscheidendes Proprium Kösters“ bezeichnet Strübind seine „spezifische Israellehre“. Zu dieser gehören „die Wertschätzung des Alten Testaments, Israels bleibende Erwählung, die jüdische Abstammung Jesu und die Ablehnung von Rassismus“.
Ähnlich hebt auch das Metzler-Lexikon christlicher Denker drei Züge von Kösters Verkündigung hervor: Erstens seine eschatologische Hoffnung, zu der oft die Begeisterung für Politiker und deren Ziele in Konkurrenz steht, zweitens seinen Philosemitismus, der Gottes besondere Wege mit dem Volk Israel betonte, und drittens seinen theologisch begründeten Internationalismus, der eine Sonderstellung der deutschen Nation bestritt.
Das Verhältnis zwischen dem Reich Gottes einerseits und der Welt andererseits ist ein wichtiges Thema der Theologie. Gemäß der lutherischen Tradition stehen diese beiden Größen in einer Spannung, und Volkskirche und Staat interagieren in vielfältiger Weise miteinander. Dagegen neigten Täufer und Baptisten dazu, Reich Gottes und Welt eher als Dualität zu sehen, und infolgedessen strebten sie eine Trennung zwischen Kirche (Freikirche) und Staat an. Diesem Unterschied spürt Paul Spanring anhand zweier Repräsentanten dieser kirchlichen Strömungen nach, und zwar durch den Vergleich der theologischen Position von Dietrich Bonhoeffer und Arnold Köster, zweier Männer des christlichen Widerstandes.
Das Anliegen Kösters war kein primär politisches; seine Hinweise auf aktuelles politisches Geschehen waren seelsorgerlich motiviert. Dabei wollte er sich aber nicht auf die Seele, d. h. das Innenleben des einzelnen Menschen, beschränken, sondern er bezog das Evangelium auf die ganze Welt, auch die äußere. Nach dem Urteil von Heinz-Adolf Ritter fließen bei Köster „die politischen und die seelsorgerlichen Aussagen immer zu der einen Botschaft zusammen: ‚Gott liebt diese Welt!‘.“

## NS-Kritik bei anderen österreichischen Predigern
Bereits Kösters Zeitgenossen stellten Vergleiche mit anderen Predigern an. Nach einem Referat des Methodistenpredigers Hinrich Bargmann notierte etwa Hermine Cloeter in ihrem Tagebuch: „Eigentlich ohne rechten Mut, wenn auch sehr fein und geistvoll. Prediger Köster hat viel mehr Unbedingtheit und Klarheit.“ Inwieweit sich ein Prediger zum aktuellen politischen Geschehen äußerte, hing auch davon ab, wie er die Aufgabe des Bibelauslegens – und des darauf gegründeten Predigens – auffasste. Eine solche Diskussion über die hermeneutische Frage, ob eine – an die Bibel gebundene – Predigt Kritik an konkreten Zeiterscheinungen beinhalten kann, gab es im Rahmen der Wiener Evangelischen Allianz. Bargmann plädierte für eine behutsame Bibelauslegung, da eine Übertragung prophetischer Warnungen des Alten Testaments auf bestimmte Nationen der Gegenwart willkürlich sei. Köster rechtfertigte sein Konkretwerden; bei der Lektüre der Bibel würden Typen erkennbar, deren Wiederauftreten in der Gegenwart sehr wohl angesprochen werden solle. Die Beschreibung eines solchen Typs könne stark eine Erscheinung der Gegenwart vor Augen haben – wie etwa in Kösters Vortrag über den Antichrist 1941.
Die Protokolle der Treffen der Wiener Evangelischen Allianz enthalten auch die Wiedergabe der dort gehaltenen Referate. Darin zeigen sich, von Kösters Referaten abgesehen, kaum klare Bezugnahmen auf den Nationalsozialismus, weder positiv noch negativ. In seiner Geschichte der Evangelischen Allianz in Österreich urteilt Frank Hinkelmann in Bezug auf die Haltung der Allianz zum Nationalsozialismus: „Eine eindeutig kritische Position ist uns nur von Köster bekannt.“
Um die auf das politische Zeitgeschehen bezugnehmenden Äußerungen in Predigten hinsichtlich der darin enthaltenen NS-Kritik einordnen zu können, erläuterte Graf-Stuhlhofer fünf Gegensatzpaare, durch die sich jeweils ein Spektrum möglicher Äußerungen ergibt, u. a. das Gegensatzpaar „Siegeshoffnung – Militärischer Sieg als Nebensache“.
Die Hoffnung auf den Endsieg finde sich bei Köster nie, wohl aber z. B. beim Salzburger Erzbischof Andreas Rohracher. Dieser hoffte 1943 darauf, dass es „unseren Soldaten“ gelingen werde, „den Bolschewismus abzuhalten“. Diese patriotische Parteinahme beruhte also auch auf der Furcht vor einem Sieg der atheistischen Sowjetunion.
Ein anderes Gegensatzpaar betraf die „Legitimation deutschen Kriegsführens“ (im Gegensatz zu einem „Offenlassen der Kriegsschuldfrage“). Köster rechtfertigte das deutsche Kriegführen nicht, gab also nicht den – von Köster nie so genannten – „Feinden“ die Schuld, aber auch nicht umgekehrt. Wer der Angreifer und wer der Verteidiger war, blieb bei ihm also offen. Andere Prediger rechtfertigten die deutschen Kriegsanstrengungen insofern, als sie darin einen Verteidigungskrieg sahen. So der burgenländische evangelische Pfarrer und Senior Karl Fiedler. Für ihn war das Weihnachtsfest 1944 „noch ernster und trauriger“ als die bisherigen Kriegsweihnachten, weil

„der Feind den Grenzen unseres Vaterlandes ganz nahe gerückt ist und im Osten und Westen sie zum Teil bereits überschritten hat. Unser Volk und Vaterland steht in dem schwersten und erbittertsten Kampf um seine Freiheit und Selbständigkeit.“

Gemäß der Einschätzung von Gustav Reingrabner enthalten die Predigten Fiedlers „beachtliche und mutige Aussagen“, und Fiedler sei „in Opposition“ zum NS-Regime gestanden. Zur Einschätzung seiner NS-Kritik ist Köster natürlich vorzugsweise mit solchen als kritisch eingeschätzten Predigern zu vergleichen.

## Historische Einstufung von Kösters NS-Kritik
Kösters nationalsozialismuskritische Äußerungen finden mitunter auch in Überblicksdarstellungen Eingang. So erwähnt Karl Heinz Voigt in seinem Buch über Deutschlands Freikirchen im 19. und 20. Jahrhundert auch Köster als NS-Kritiker.
Gemäß Franz Graf-Stuhlhofer war Köster „einer der schärfsten öffentlichen kontinuierlichen NS-Kritiker im Großdeutschen Reich“.
Die Kennzeichnung dieser Kritik als „kontinuierlich“ verweist darauf, dass Kösters kritische Predigttätigkeit über Jahre hinweg erfolgen konnte. Und „öffentlich“ war nicht nur Kösters Kritik, sondern auch er als Kritiker – während etwa die Verfasser und Verbreiter kritischer Flugblätter geheim bleiben wollten.
Kösters Wirken gehört nicht zum Widerstand im engeren Sinn, denn er lehnte es aus Prinzip ab, auf einen Sturz der Regierung hinzuarbeiten; das betrachtete er als Gottes Sache. Im Hinblick auf die Intention war Kösters Predigen also nicht Widerstand. Wenn man jedoch die Funktion seines Predigens betrachtet, handelt es sich sehr wohl um „Widerstand“, denn hätten viele Prediger so wie Köster gepredigt (und hätte man sie auf längere Sicht so predigen lassen), so hätten sie sehr wohl zu einem Schwinden der Autorität der Regierung und ihres Rückhalts in der Bevölkerung beigetragen.

## Gestapo-Verhöre
Kösters Predigten wurden fallweise durch Gestapo-Mitarbeiter beobachtet, und es kam zu einigen Verhören. Er wurde aber nicht in die Kartei aufgenommen. Dass Kösters NS-Kritik keine gröberen Konsequenzen hatte, ist verwunderlich. Ein Faktor, der zumindest zum Aufschub solcher Konsequenzen führte, war ein wohlwollender Gestapo-Mitarbeiter. Köster erwähnte diesen in einer Predigt kurz nach Kriegsende:

„Als ich einmal wieder von der Geheimen Staatspolizei einvernommen wurde, sagte der eine Herr mir, der mir freundlich gesinnt war, es müsse doch endlich einmal dahinkommen, daß ich mit meiner christlichen Weltanschauung mich der totalen Weltanschauung des Nationalsozialismus angleiche!“

In einem Vortrag an einem Donnerstagabend des Jahres 1943 erläuterte Köster, wie er zu Gott bete, wenn er „zu Vorladungen und Ähnlichem gehen muß“. Am Sonntag darauf erwähnte er folgende Möglichkeit: „Wenn ich einmal irgendwie gefaßt werden sollte“, und ermutigte dazu, sich dann trotzdem weiterhin – auch ohne den Prediger – zu versammeln. Diese gehäuften Andeutungen verweisen wohl auf einen – von Köster nicht genauer erklärten – Anlass, etwa ein bevorstehendes oder kürzlich erfolgtes Gestapo-Verhör.
Über die Gründe, weshalb Köster trotz seiner NS-Kritik bewahrt blieb, können letztlich nur Mutmaßungen angestellt werden: Vielleicht lag es daran, wie sich Köster gegenüber der Gestapo präsentierte: vermutlich geradlinig – das wird manchmal eher respektiert als eine Verstellung. Vielleicht lag es an der geringen Bedeutung der Baptisten: In Österreich war der weltanschauliche Hauptgegner der Nationalsozialisten die katholische Kirche – vielleicht wurden alternative christliche Gruppen, die ja eine Art Konkurrenz zur katholischen Kirche darstellten, grundsätzlich weniger streng behandelt.
Da Köster gelegentlich Artikel für deutsche baptistische Zeitschriften schrieb, wurde eine politische Beurteilung über ihn eingeholt. Der zuständige NSDAP-Ortsgruppenleiter urteilte: „Unpolitisch eingestellt.“ Dieser Eindruck resultierte vielleicht aus einer Vorsicht bei Köster. So sprach er in der NS-Zeit am Familientisch nie über Politik.

## Einsatz für Juden und Ukrainer

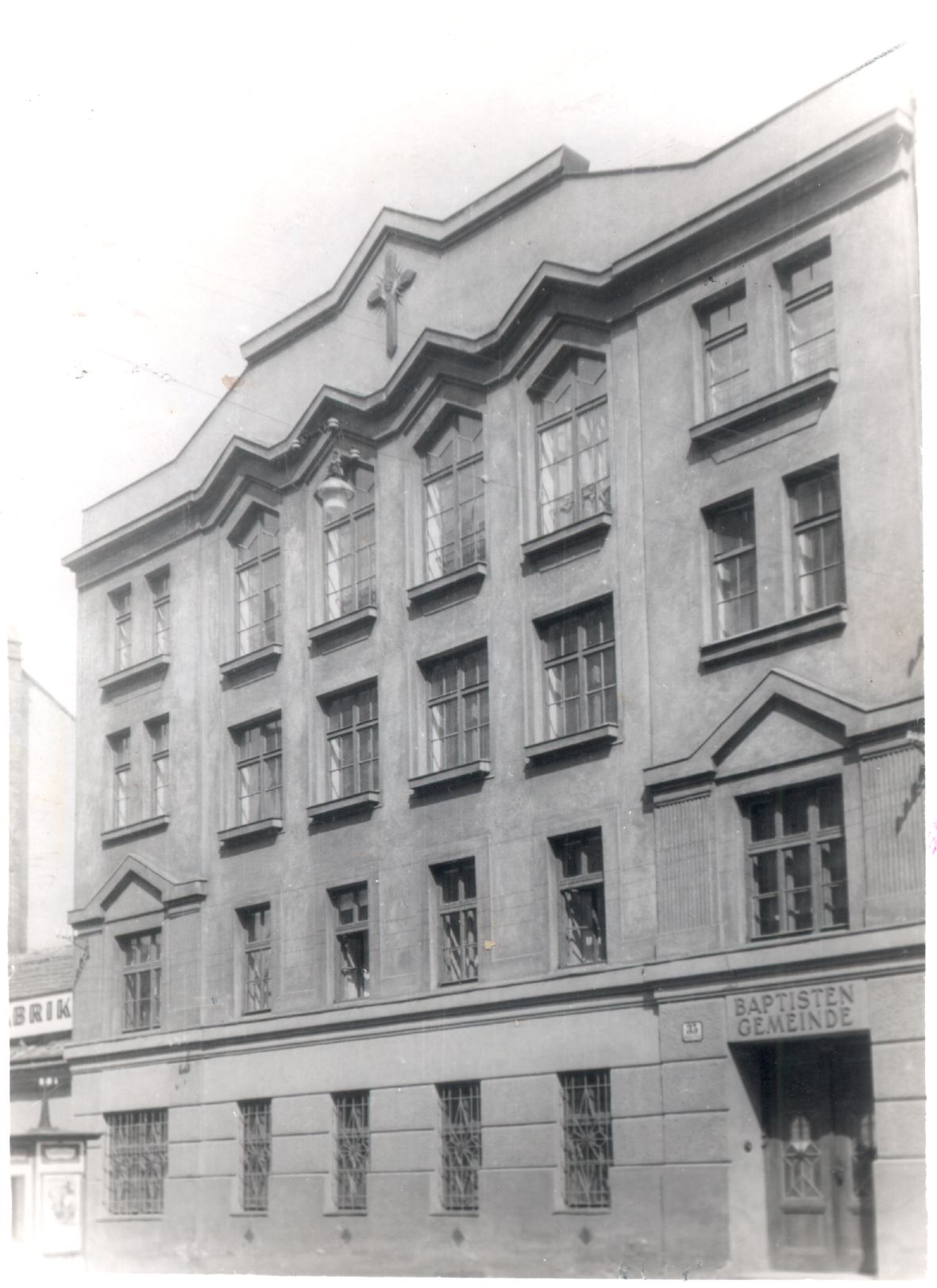
Haus der Baptistengemeinde in Wien, Mollardgasse 35, ca. 1930 (Archiv dieser Baptistengemeinde)

Bis zum Anschluss Österreichs hatte Wien einen jüdischen Bevölkerungsanteil von etwa 10 %. Auch in der Wiener Baptistengemeinde gab es Kontakte zu Juden; das prominenteste Beispiel ist der Sohn von Theodor Herzl: Hans Herzl kam über Arbeitskollegen dorthin und ließ sich 1924 taufen, bevor er nach London emigrierte – also fünf Jahre vor Kösters Dienstbeginn in Wien.
Kösters soziales Engagement für verfolgte Juden sowie für Zwangsarbeiter wird von Strübind hervorgehoben; sie bezeichnet Kösters Gemeinde als „Heimstatt für verfolgte Juden und Judenchristen“.
Einige Indizien verweisen auf das Bemühen der Gemeinde, Juden zu unterstützen; allerdings sind weder konkrete Namen Betroffener noch die genaue Art der Hilfe überliefert. Kurz nach Kriegsende erwähnte ein evangelischer Pfarrer bei einer Sitzung der Wiener Evangelischen Allianz diese Hilfe: „Die Baptistengemeinde hat eine große öffentliche Not mit zu lindern versucht, nämlich die evangelisch getauften Juden mit einer Art Heimat zu versehen.“
Gemäß einem 1952 publizierten Artikel fanden die von der schwedischen lutherischen Israelsmission in Wien betreuten Juden nach der Schließung 1941 teilweise „Zuflucht bei den Baptisten“, und zwar in der baptistischen Vereinigung der „Freunde Israels“. Auch in einem Nachruf auf Köster sowie in einem späteren Erinnerungsbericht wird erwähnt, dass Juden in der Baptistengemeinde Aufnahme fanden.
Ukrainischen Zwangsarbeitern wurde die Möglichkeit geboten, sich im Gemeindehaus zu versammeln. Einen Hinweis auf russische Versammlungen in der Baptistengemeinde gibt Cloeter in ihrem Tagebuch. Dort berichtet sie über den 22. August 1943:

„Frieda Wilhelm wohnte einer Feierstunde bei den Baptisten bei. Großen Eindruck machte ihr Bruder Köster. Sie wohnte einer Taufe von zwei russischen Arbeitern bei, die durch ganz Wien geirrt waren, um die ‚Baptistei‘ in der Mollardgasse zu finden. Starker Eindruck. Ein Deutsch sprechender russischer Arbeiter machte den Dolmetsch.“

Dabei dürfte es sich um Ukrainer gehandelt haben. Diese Gottesdienste fanden jeweils am frühen Sonntagnachmittag statt. Köster erwähnte diese in einer Predigt am 18. März 1945 und erzählte, dass dort die Fußwaschung als rituelle Handlung praktiziert wurde (neben Taufe und Abendmahl). Gemäß einem Bericht wurden während des Krieges „rund 120 Fremdarbeiter“ getauft.
Zu der hier sichtbar werdenden Risiko- und Einsatzbereitschaft passt auch Kösters Engagement für Flüchtlinge aus Ungarn 1956.

## Nachkriegszeit
Auch aus der Zeit vom Ende des Krieges 1945 bis zu Kösters Tod 1960 sind zahlreiche Predigten im Archiv der Baptistengemeinde Wien-Mollardgasse vorhanden. Diese wurden bisher aber nicht historisch ausgewertet. Graf-Stuhlhofers Monographie von 2001 konzentriert sich auf die NS-Zeit und bezieht die Zeit danach nicht mit ein. In einem Nachruf wurde Kösters Einsatz für Flüchtlinge aus Ungarn nach dem gescheiterten Aufstand 1956 erwähnt.
Köster hatte im österreichischen Baptismus weiterhin eine einflussreiche Funktion, auch bei und nach der 1953 erfolgten Gründung des Bundes der Baptistengemeinden in Österreich. In der Wiener Evangelischen Allianz war er neben dem evangelischen Pfarrer Georg Traar führend; dort ergab sich auch eine enge Verbindung mit dem evangelischen Bischof Gerhard May.
Im Rahmen der Allianz initiierte Köster die Salzerbad-Konferenzen, die von 1951 bis 1975 stattfanden.
Im Jahr vor seinem Tod hörte ihn Hermine Cloeter bei einem Vortrag in der Wiener Allianz sprechen und war wieder beeindruckt:

„Der Vortrag auf bewundernswerter geistiger Höhe: Die Gemeinde Jesu Christi und die Völker der Welt. Wieder einmal habe ich mich von der ganz einzigen Bibelkenntnis und geistigen Erfassung dieses Mannes überzeugen können. Nur leider stimmlich nicht auf der Höhe, so daß es schwer fiel, dem Vortrag zu folgen, der eine Höhe und Tiefe in der Auffassung und Stellungnahme zu unserer Zeit bezeugte, wie ich sie bisher von niemandem ausgesprochen fand.“

Neben solcher Anerkennung finden sich in ihrem Tagebuch aber auch kritische Bemerkungen über Köster – sie empfand ihn manchmal als zu selbstbewusst.
In seiner Wiener Baptistengemeinde blieb er weiterhin hauptamtlicher Prediger, bis er im Alter von 64 Jahren starb. Er wurde im evangelischen Teil am Wiener Zentralfriedhof bestattet. Seine ungewöhnlich lange Wirkungszeit in dieser Gemeinde prägte diese. Seine Vorstellungen von der Gestaltung des Gemeindelebens wirkten weiter, ein nachfolgender Prediger wurde stark mit seinem Vorgänger verglichen, und bei vielen Gemeindegliedern zeigte sich noch nach Jahrzehnten eine starke Bindung an den jeweiligen Prediger (später Pastor genannt).

## Artikel, Predigten und Vorträge
Köster schrieb Artikel in den baptistischen Zeitschriften Wahrheitszeuge und Hilfsbote sowie – besonders viele – in dem von ihm mit herausgegebenen Täufer-Boten. Letzterer befindet sich im Oncken-Archiv und ist inzwischen digitalisiert.

## Einzelbelege
1. ↑  Rupert Ostermann im Nachruf in: Der Sendbote. Organ der Nordamerikanischen Baptisten vom 29. Dezember 1960, S. 23f. Zitiert nach Graf-Stuhlhofer: Öffentliche Kritik, S. 20.
2. ↑  Das Entlassungszeugnis vom 4. Juli 1923 gibt seinen Namen mit „Willy Arnold Köster“ an.
3. ↑  Graf-Stuhlhofer: Öffentliche Kritik, 2001, S. 88–92.
4. ↑  Luckey: Nachruf, 1961, S. 14. Wiedergegeben bei Graf-Stuhlhofer: Öffentliche Kritik, 2001, S. 65.
5. ↑  Dies war einer von drei Vorträgen aus den Reihen der 13 Absolventen. – Jahresbericht 1922/23 des Prediger-Seminars, S. 12. Siehe auch Graf-Stuhlhofer: Öffentliche Kritik, S. 21.
6. ↑  Damals Harburg-Wilhelmsburg. – Die Mitgliederstatistik im Gemeindebrief der Evangelisch-Freikirchlichen Gemeinde Hamburg-Altona vom November 1996, S. 18f. Siehe auch Graf-Stuhlhofer: Öffentliche Kritik, S. 21f.
7. ↑  Wiener Zeitung vom Sonntag, 24. Januar 1937, S. 4. Zitiert nach Graf-Stuhlhofer: Öffentliche Kritik, 2001, S. 24.
8. ↑  Täufer-Bote vom Dezember 1931, S. 1. Zitiert nach Graf-Stuhlhofer: Öffentliche Kritik, 2001, S. 135.
9. ↑  Andrea Strübind: „Wir Christen unter Zuschauern“. Die deutschen Baptisten und die Judenverfolgung in der Zeit der NS-Diktatur. In: Daniel Heinz (Hrsg.): Freikirchen und Juden im „Dritten Reich“ (Kirche – Konfession – Religion; 54). V&R unipress, Göttingen 2011, S. 151–181, dort 158.
10. ↑  Täufer-Bote Januar 1932, S. 1–3: Artikel mit der Überschrift Wenn doch auch du erkenntest …!, über Jesu Mahnrede an Jerusalem (Lk 19,41–44 EU). Zitiert nach Graf-Stuhlhofer: Öffentliche Kritik, S. 140f.
11. ↑  Ritter in seiner Rezension von Graf-Stuhlhofer: Öffentliche Kritik, in: Theologisches Gespräch 2003, S. 207: „Der Kern seiner Kritik richtet sich gegen die Selbstverherrlichung der NS-Ideologie.“
12. ↑  Günter Balders (Hrsg.): Ein Herr, ein Glaube, eine Taufe. 150 Jahre Baptistengemeinden in Deutschland. 1934–1984. Festschrift. Oncken, Wuppertal/Kassel 1984, S. 89.
13. ↑  Wahrheitszeuge vom 11. September 1932, S. 291f. – Enthalten in der Predigtsammlung Lampenlicht am dunklen Ort, 1965, S. 143–148. Auszüge aus diesem Artikel bei Graf-Stuhlhofer: Öffentliche Kritik, 2001, S. 147f.
14. ↑  Strübind: unfreie Freikirche, S. 65.
15. ↑  Täufer-Bote vom August 1933, S. 3.
16. ↑  Andrea Strübind: Unfreie Freikirche, S. 79.
17. ↑  Arnold Köster: Der Geist – das göttliche Lebenselement der Gemeinde. In: Wahrheitszeuge vom April 1934, Nr. 15, S. 117–119.
18. ↑  Wahrheitszeuge, Jg. 60, vom 24. April 1938, S. 130f. Auszüge in der Dokumentation Konkurrenz … 1938 bis 1940, 1996, S. 144–148; ein kurzer Abschnitt auch bei Graf-Stuhlhofer: Öffentliche Kritik, 2001, S. 61f.
19. ↑  Erwin Ringel: Die österreichische Seele. Zehn Reden über Medizin, Politik, Kunst und Religion. Wien 1984.
20. ↑  Diese Zahl nennt Hilke in seinem Artikel in der Wiener Zeitung 1937. Zitiert nach Graf-Stuhlhofer: Öffentliche Kritik, 2001, S. 59.
21. ↑  Zur Überlieferung von Kösters Predigten siehe Graf-Stuhlhofer: Öffentliche Kritik, 2001, S. 186–194.
22. ↑  Ritter in seiner Rezension von Graf-Stuhlhofer: Öffentliche Kritik, in: Theologisches Gespräch 2003, S. 205.
23. ↑  Predigt am Sonntag, 3. September 1939. – Siehe die Dokumentation bei Graf-Stuhlhofer: Nationalsozialismus als Konkurrenz … In: Jahrbuch für die Geschichte des Protestantismus in Österreich 112, 1996, S. 161f.
24. 1 2 3  So Strübind in ihrer Rezension von Graf-Stuhlhofer: Öffentliche Kritik, S. 332.
25. ↑  Strübind: unfreie Freikirche, S. 268, sagt, dass Köster hier den Antichristen „eindeutig mit Hitler identifizierte“ (zum Inhalt dieses Vortrag dort auch S. 284, sowie bei Graf-Stuhlhofer: Öffentliche Kritik, S. 8).
26. ↑  Der sprachlich überarbeitete Text dieses Vortrages ist enthalten in der Predigtsammlung Lampenlicht am dunklen Ort, 1965, S. 107–123.
27. ↑  Veit Claesberg: Der pastorale Leiter als Prophet, 2018, S. 199. In diesem Buch werden zahlreiche Vorträge Kösters aufgelistet; dieser Vortrag dort auf S. 241.
28. ↑  Wiedergegeben bei Franz Graf-Stuhlhofer (Hrsg.): Evangelische Allianz in Wien von der Ersten Republik bis zur NS-Zeit (1920–45). Edition der Sitzungsprotokolle und Programme (= Studien zur Geschichte christlicher Bewegungen reformatorischer Tradition in Österreich; 2), VKW, Bonn 2010, S. 145–151. Ein Auszug wird auch von Frank Hinkelmann: Geschichte der Evangelischen Allianz in Österreich. 2. Auflage, Bonn 2012, S. 64, als Beispiel für die NS-Auseinandersetzung der Evangelischen Allianz zitiert.
29. ↑  Cloeter: Tagebuch, Bd. 2, S. 153 (aufbewahrt in der Österreichischen Akademie der Wissenschaften). Zitiert nach Graf-Stuhlhofer: Öffentliche Kritik, 2001, S. 97, oder nach Franz Graf-Stuhlhofer (Hrsg.): Evangelische Allianz in Wien von der Ersten Republik bis zur NS-Zeit (1920–45). Edition der Sitzungsprotokolle und Programme (= Studien zur Geschichte christlicher Bewegungen reformatorischer Tradition in Österreich; 2), VKW: Bonn 2010, S. 234f.: 1941–44: Referate im Tagebuch von Cloeter.
30. ↑  Graf-Stuhlhofer: Öffentliche Kritik, 2001, S. 8f.
31. ↑  Hinkelmann: Geschichte der Evangelischen Allianz, 2012, S. 66f., meint, dass jedem Besucher mehr als klar war, dass Köster hier den Nationalsozialismus meinte, auch ohne ihn ausdrücklich zu nennen.
32. ↑  Dokumentation bei Graf-Stuhlhofer: Das Kriegs-Ende in Wien …; in: Österreich in Geschichte und Literatur 40, 1996, S. 115; ein Ausschnitt auch bei Graf-Stuhlhofer: Öffentliche Kritik, 2001, S. 9.
33. ↑  Andrea Strübind: Die unfreie Freikirche. Der Bund der Baptistengemeinden im ‚Dritten Reich‘. Neukirchener, Neukirchen-Vluyn 1991, S. 65, 268, 284, 336.
34. ↑  So Strübind: Wir Christen unter Zuschauern, in: Heinz: Freikirchen und Juden, 2011, S. 158.
35. ↑  Markus Vinzent (Hrsg.): Metzler-Lexikon christlicher Denker. 700 Autorinnen und Autoren von den Anfängen des Christentums bis zur Gegenwart. Verlag J.B. Metzler, Stuttgart/Weimar 2000, S. 413 (diesen Artikel über Köster verfasste Franz Graf-Stuhlhofer).
36. ↑  Paul Spanring stammt aus Österreich und ist baptistischer Pastor in England.
37. ↑  Ritter in seiner Rezension von Graf-Stuhlhofer: Öffentliche Kritik, in: Theologisches Gespräch 2003, S. 208.
38. ↑  Cloeter, Tagebuch am 13. April 1942, Bd. 2, S. 188. Zitiert nach Graf-Stuhlhofer: Evangelische Allianz, 2010, S. 234.
39. ↑  Franz Graf-Stuhlhofer: Juden und Freikirchen in Österreich. Die Haltung der Freikirchen in Österreich zur Zeit des Nationalsozialismus, dargestellt vor allem am Beispiel der Prediger Arnold Köster (Baptist) und Hinrich Bargmann (Methodist). In: Daniel Heinz (Hrsg.): Freikirchen und Juden im „Dritten Reich“ (= Kirche – Konfession – Religion; 54). V&R unipress, Göttingen 2011, S. 311–330, dort 316–318: „Hermeneutische Diskussion über den Gegenwartsbezug der Bibel“.
40. ↑  Franz Graf-Stuhlhofer (Hrsg.): Evangelische Allianz in Wien von der Ersten Republik bis zur NS-Zeit (1920–45). Edition der Sitzungsprotokolle und Programme (= Studien zur Geschichte christlicher Bewegungen reformatorischer Tradition in Österreich; 2). VKW, Bonn 2010.
41. ↑  Hinkelmann: Geschichte der Evangelischen Allianz, 2012, S. 67.
42. ↑  Graf-Stuhlhofer: Von der „Grenze des Möglichen“ im Dritten Reich, 1999, S. 13–35, dort 32–34.
43. ↑  Predigt am 16. Oktober 1943, Konsistorial-Archiv Salzburg, Akten 19/4. Zitiert nach Peter Schernthaner: Andreas Rohracher. Erzbischof von Salzburg im Dritten Reich (= Schriftenreihe des Erzbischof-Rohracher-Studienfonds; 3), S. 56, Anm. 192.
44. ↑  Graf-Stuhlhofer: Von der „Grenze des Möglichen“ im Dritten Reich, 1999, S. 25–29.
45. ↑  Predigt am 24. Dezember 1944. Zitiert nach Gustav Reingrabner: Predigt in „großer“ und in „schwerer“ Zeit. Ein Exempel. In: Jahrbuch für die Geschichte des Protestantismus in Österreich 116, 2000/01, S. 163–190, dort S. 176.
46. ↑  Reingrabner: Predigt, 2000/01, S. 186f.
47. ↑  Karl Heinz Voigt: Freikirchen in Deutschland (19. und 20. Jahrhundert) (= Kirchengeschichte in Einzeldarstellungen, III/6). Leipzig 2004, S. 178f.
48. ↑  Graf-Stuhlhofer: Öffentliche Kritik, S. 1–6. Siehe dort die nähere Erläuterung dieser Aussage; auch online als Leseprobe.
49. ↑  Diese Unterscheidung bei Graf-Stuhlhofer: Öffentliche Kritik, S. 5 f.
50. ↑  Predigt am 13. Mai 1945. Zitiert nach Graf-Stuhlhofer: Öffentliche Kritik, 2001, S. 253.
51. ↑  Am 29. April sowie am 2. Mai 1943. Zitiert nach Graf-Stuhlhofer: Öffentliche Kritik, 2001, S. 252.
52. ↑  Graf-Stuhlhofer: Öffentliche Kritik, 2001, S. 201 und 6.
53. ↑  Graf-Stuhlhofer: Öffentliche Kritik, 2001, S. 62 und 253.
54. ↑  Strübind: Wir Christen unter Zuschauern, in: Heinz: Freikirchen und Juden, 2011, S. 158. Ähnlich Strübind: unfreie Freikirche, S. 265.
55. ↑  Erwin Schneider bei der Sitzung am 4. Juni 1945. Zitiert nach Graf-Stuhlhofer: Öffentliche Kritik, S. 225.
56. ↑  So der evangelische Pfarrer Georg Molin: Judentum und Judenmission in Wien. In: Judaica. Beiträge zum Verstehen des Judentums 8, 1952, S. 207–223. Zitiert nach Graf-Stuhlhofer, S. 124f.
57. ↑  Nachruf auf Köster von Rupert Ostermann 1960, sowie Adolf Böcker, der 1941/42 in Wien war und dessen Erinnerungen im Oncken-Archiv aufbewahrt werden. Wiedergegeben bei Graf-Stuhlhofer: Öffentliche Kritik, S. 225.
58. ↑  Cloeter: Tagebuch, Bd. 2, S. 293f. Zitiert bei Graf-Stuhlhofer: Evangelische Allianz, 2010, S. 234.
59. ↑  Graf-Stuhlhofer: Öffentliche Kritik, 2001, S. 209f.
60. ↑  Hans Luckey, ein ehemaliger Kollege Kösters am Theologischen Seminar, in einem Nachruf, 1961, S. 13f. Zitiert auch bei Graf-Stuhlhofer: Öffentliche Kritik, 2001, S. 30.
61. ↑  Franz Graf-Stuhlhofer (Hrsg.): Frisches Wasser auf dürres Land. Festschrift zum 50-jährigen Bestehen des Bundes der Baptistengemeinden in Österreich (= Baptismus-Studien; Bd. 7). Oncken, Kassel 2005, Teil 3: Österreichischer Bund und Bundesleitung (von Helmut Rabenau).
62. ↑  Hinkelmann: Geschichte der Evangelischen Allianz, 2012, S. 82–87.
63. ↑  Bei Kösters Begräbnis teilte May in einem Gespräch mit, dass Köster „ihm nicht nur Bruder, sondern auch ein lieber Freund“ war. So berichtet von Hans Luckey in seinem Nachruf, 1961, S. 13f. Zitiert auch bei Graf-Stuhlhofer: Öffentliche Kritik, 2001, S. 29f.
64. ↑  Hinkelmann: Geschichte der Evangelischen Allianz, 2012, S. 94–96.
65. ↑  Cloeter, Tagebuch, Bd. 2, S. 510, über einen Allianz-Abend am 7. Januar 1959. Zitiert nach Graf-Stuhlhofer: Öffentliche Kritik, 2001, S. 98.
66. ↑  Zitate bei Graf-Stuhlhofer: Öffentliche Kritik, 2001, S. 97f.
67. ↑  Grabstelle Arnold Köster, Wien, Zentralfriedhof, Gruppe 4, Nr. 198.
68. ↑  Graf-Stuhlhofer: Frisches Wasser, 2005, Kap. 2/2: Wien-Mollardgasse (von Helmut Rabenau und Franz Graf-Stuhlhofer).
69. ↑  Die Ausgaben des Täuferboten können hier abgerufen werden: BEFG.de: Oncken-Archiv / Bestände.

| Personendaten    | Personendaten               |
| ---------------- | --------------------------- |
| NAME             | Köster, Arnold              |
| KURZBESCHREIBUNG | deutscher Baptistenprediger |
| GEBURTSDATUM     | 3. Februar 1896             |
| GEBURTSORT       | Wiedenest                   |
| STERBEDATUM      | 28. Oktober 1960            |
| STERBEORT        | Wien                        |